# Royas
Royas [ʁwaja] est une commune française située dans le département de l'Isère en région Auvergne-Rhône-Alpes.
Historiquement rattachée à la province royale du Dauphiné, ancienne commune de la communauté de communes de la région Saint-Jeannaise, Royas est adhérente depuis 2014 à la communauté de communes Bièvre Isère.
Ses habitants sont des Royassois.

## Géographie

### Situation et description
Royas est située à l'ouest de Saint-Jean-de-Bournay. petit village à vocation rurale, c'est est la plus petite commune du canton.
Le territoire est parsemé de collines, d'une grande plaine, de champs et de bois difficiles d'accès. Cela en fait une commune principalement rurale.
À moins d'un kilomètre du village, une motte est présente et domine la vallée de la Gervonde.
Les habitations et les ensembles agricoles sont éclatés et s'organisent sur l'ensemble du territoire. Les habitations au centre de Royas sont limitées. Cependant, depuis quelques années l'installation de nombreuses résidences secondaires a fait sensiblement remonter le chiffre de la population.

### Géologie
La zone des collines doucement ondulées du secteur de Saint-Jean-de-Bournay auquel appartient Royas se développe au sud de la plaine lyonnaise et elle est caractérisée par un recouvrement général de moraines dessinant des vallums morainiques et par une série de vallées mortes fluvio-glaciaire.
Le glacier du Rhône avait envahi envahi tout le secteur de l'actuel Bas-Dauphiné à la fin du Pléistocène jusqu'à la région saint-jeannaise. Sa marge latérale occidentale coïncide avec la limite nord du plateau de Bonnevaux, façonnée par l'érosion fluvio-glaciaire des torrents qui longeaient ce gigantesque glacier et dont on retrouve les traces sous forme de terrasses alluviales et de traces d'écoulement.

### Climat
Pour des articles plus généraux, voir Climat d'Auvergne-Rhône-Alpes et Climat de l'Isère.
En 2010, le climat de la commune est de type climat des marges montargnardes, selon une étude du Centre national de la recherche scientifique s'appuyant sur une série de données couvrant la période 1971-2000. En 2020, Météo-France publie une typologie des climats de la France métropolitaine dans laquelle la commune est exposée à un climat de montagne ou de marges de montagne et est dans la région climatique  Moyenne vallée du Rhône, caractérisée par un bon ensoleillement en été (fraction d’insolation > 60 %), une forte amplitude thermique annuelle (4 à 20 °C), un air sec en toutes saisons, orageux en été, des vents forts (mistral), une pluviométrie élevée en automne (250 à 300 mm). 
Pour la période 1971-2000, la température annuelle moyenne est de 11,2 °C, avec une amplitude thermique annuelle de 17,7 °C. Le cumul annuel moyen de précipitations est de 968 mm, avec 9,3 jours de précipitations en janvier et 6,3 jours en juillet. Pour la période 1991-2020, la température moyenne annuelle observée sur la station météorologique de Météo-France la plus proche, « Luzinay », sur la commune de Luzinay à 15 km à vol d'oiseau, est de 12,7 °C et le cumul annuel moyen de précipitations est de 928,1 mm,. Pour l'avenir, les paramètres climatiques de la commune estimés pour 2050 selon différents scénarios d'émission de gaz à effet de serre sont consultables sur un site dédié publié par Météo-France en novembre 2022.

### Voies de communication
La commune s'étend de part et d'autre de deux routes départementales qui sont toutes deux d"'anciennes routes nationales déclassées en routes départementales.
- la RD502 (ancienne RN502) qui la commune de Saint-Joseph (Loire) à celle de Champier après avoir traversé Vienne)
- la RD518 (ancienne RN518) qui relie Heyrieux (depuis Lyon) à Die après avoir traversé Saint-Marcellin et une partie du massif du Vercors.

## Urbanisme

### Typologie
Au 1er janvier 2024, Royas est catégorisée commune rurale à habitat dispersé, selon la nouvelle grille communale de densité à sept niveaux définie par l'Insee en 2022.
Elle est située hors unité urbaine. Par ailleurs la commune fait partie de l'aire d'attraction de Lyon, dont elle est une commune de la couronne,. Cette aire, qui regroupe 397 communes, est catégorisée dans les aires de 700 000 habitants ou plus (hors Paris),.

### Occupation des sols
L'occupation des sols de la commune, telle qu'elle ressort de la base de données européenne d’occupation biophysique des sols Corine Land Cover (CLC), est marquée par l'importance des territoires agricoles (59,4 % en 2018), une proportion identique à celle de 1990 (59,4 %). La répartition détaillée en 2018 est la suivante : 
forêts (31,6 %), terres arables (29,4 %), zones agricoles hétérogènes (22,4 %), zones urbanisées (8,9 %), prairies (7,7 %). L'évolution de l’occupation des sols de la commune et de ses infrastructures peut être observée sur les différentes représentations cartographiques du territoire : la carte de Cassini (XVIIIe siècle), la carte d'état-major (1820-1866) et les cartes ou photos aériennes de l'IGN pour la période actuelle (1950 à aujourd'hui).

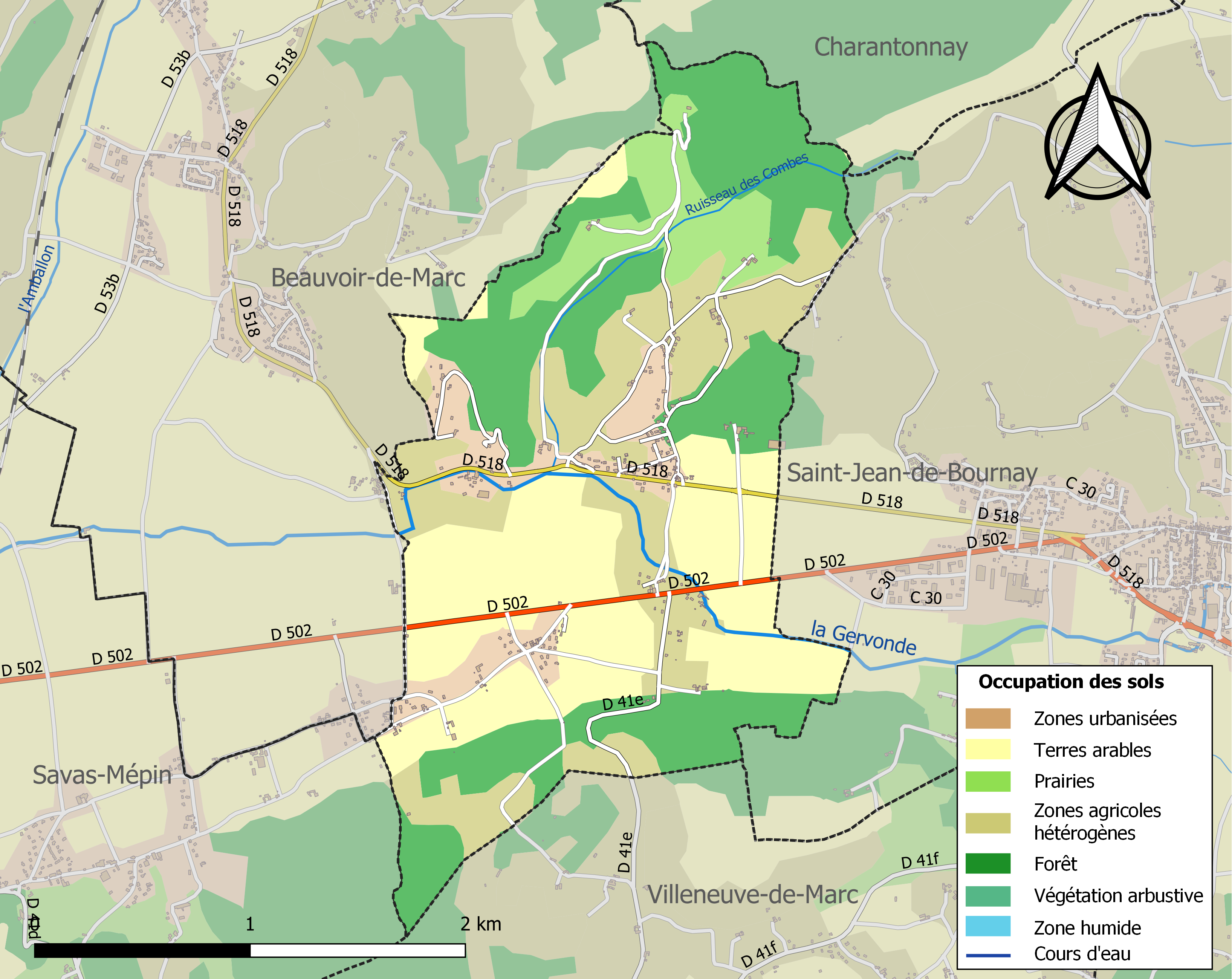
Carte des infrastructures et de l'occupation des sols de la commune en 2018 (CLC).

### Risques naturels et technologiques

#### Risques sismiques
L'ensemble du territoire de la commune de Royas est situé en zone de sismicité no 3 (sur une échelle de 1 à 5), comme la plupart des communes de son secteur géographique.
| Type de zone | Niveau            | Définitions (bâtiment à risque normal) |
| ------------ | ----------------- | -------------------------------------- |
| Zone 3       | Sismicité modérée | accélération = 1,1 m s−2               |

## Histoire

### Moyen Âge et Temps modernes
Royas appartenait au mandement des puissants seigneurs de Beauvoir de Marc. Le village et ses environs eurent à souffrir des guerres delphino-savoyardes, les seigneurs semblant prendre parti pour l'un ou pour l'autre selon "la fortune des armes".
Entre 1540 et 1600, lors des guerres de religion, Royas était implantée à la limite de terres appartenant au comte de Savoie protestant et celles du dauphin catholique. Des affrontements durent avoir lieu dans la plaine de Royas, au lieudit les Ayettes.

## Politique et administration

### Liste des maires
| Période                                  | Période   | Identité        | Étiquette | Qualité       |
| ---------------------------------------- | --------- | --------------- | --------- | ------------- |
| mars 2001                                | mars 2014 | Bruno Gelin     |           |               |
| mars 2014                                | En cours  | Thierry Rolland | SE        | Fonctionnaire |
| Les données manquantes sont à compléter. |           |                 |           |               |

## Population et société

### Démographie
L'évolution du nombre d'habitants est connue à travers les recensements de la population effectués dans la commune depuis 1800. Pour les communes de moins de 10 000 habitants, une enquête de recensement portant sur toute la population est réalisée tous les cinq ans, les populations de référence des années intermédiaires étant quant à elles estimées par interpolation ou extrapolation. Pour la commune, le premier recensement exhaustif entrant dans le cadre du nouveau dispositif a été réalisé en 2008.

En 2022, la commune comptait 410 habitants, en évolution de +4,33 % par rapport à 2016 (Isère : +3,07 %, France hors Mayotte : +2,11 %).
| 1800 | 1806 | 1821 | 1831 | 1836 | 1841 | 1846 | 1851 | 1856 |
| ---- | ---- | ---- | ---- | ---- | ---- | ---- | ---- | ---- |
| 202  | 198  | 248  | 294  | 308  | 304  | 291  | 290  | 310  |

| 1861 | 1866 | 1872 | 1876 | 1881 | 1886 | 1891 | 1896 | 1901 |
| ---- | ---- | ---- | ---- | ---- | ---- | ---- | ---- | ---- |
| 315  | 319  | 315  | 280  | 287  | 277  | 278  | 264  | 247  |

| 1906 | 1911 | 1921 | 1926 | 1931 | 1936 | 1946 | 1954 | 1962 |
| ---- | ---- | ---- | ---- | ---- | ---- | ---- | ---- | ---- |
| 226  | 213  | 205  | 198  | 202  | 216  | 194  | 183  | 194  |

| 1968 | 1975 | 1982 | 1990 | 1999 | 2006 | 2008 | 2013 | 2018 |
| ---- | ---- | ---- | ---- | ---- | ---- | ---- | ---- | ---- |
| 174  | 174  | 272  | 308  | 305  | 351  | 364  | 385  | 398  |

| 2022 | - | - | - | - | - | - | - | - |
| ---- | - | - | - | - | - | - | - | - |
| 410  | - | - | - | - | - | - | - | - |

### Enseignement
La commune est rattachée à l'académie de Grenoble. En raison d'un nombre très limité d'élèves inscrits dans la commune, les enfants de Royas sont scolarisés dans les écoles de la commune voisine de Saint-Jean-de-Bournay.

### Équipements
Un court de tennis public est situé dans la commune. L'Union Sportive de Beauvoir - Royas.

### Médias
Historiquement, le quotidien à grand tirage Le Dauphiné libéré consacre, chaque jour, y compris le dimanche, dans son édition du Nord-Isère, un ou plusieurs articles à l'actualité du canton, de la communauté de communes, ainsi que des informations sur les éventuelles manifestations locales, les travaux routiers, et autres événements divers à caractère local.

### Cultes
La communauté catholique et l'église de Royas (propriété de la commune) dépendent de la paroisse Saint Hugues de Bonnevaux qui est, elle-même, rattachée au diocèse de Grenoble-Vienne.

## Culture et patrimoine

### Lieux et monuments
- Église paroissiale Saint-Clair de Royas

### Héraldique
| Blason de Royas | Blason  | D'azur à la bande d'or chargée de trois mouchetures d'hermine de sable. |
| Blason de Royas | Détails | Le statut officiel du blason reste à déterminer.                        |